# Lodewijk de Sonnaville
Ludovicus Antonius Gijsbertus (Lodewijk) Lodewijk de Sonnaville SJ (Den Haag, 31 januari 1837 - Katwijk aan de Rijn, 18 december 1914) was een Nederlands geestelijke, maar ook muziekpedagoog.
Hij was zoon van militair Johan Anthony de Sonnaville en Maria Theresia van der Kun. Lodewijk was broer van Haags ondernemer Petrus Josephus de Sonnaville. Moeder overleed in 1846, dus toen Lodewijk nog kind was. Vader zette zijn loopbaan voort in de politiek (gemeenteraadslid en wethouder).
Zijn geestelijke en muziekopleiding bestond uit “gewoon muziekonderwijs” aan het Rooms-Katholieke seminarie "Sint-Willibrord College" te Katwijk. Hij leerde daar van onder meer Mathias Josephus Hubertus Beltjens onder andere een muziekinstrument te bespelen, zingen en muziektheorie. Het werd tussen 1859 en 1873 aangevuld met een opleiding tot Jezuïet. In dat laatste jaar werd hij aan genoemd college muziekleraar en dirigent van koor en orkest, die hij zelf had opgericht. De wijze waarop de muziek hem was bijgebracht vond hij weinig enthousiasmerend. Hij bedacht daarom zelf een wijze die meer zou aanslaan op allerlei gebied. Zijn “Systeem de Sonnaville” , dat vanaf 1891 opgang deed, hield een eenvoudiger visuele uitleg van het notenstelsel in (notenbalk, maatsoorten, toonaarden, kruisen/mollen). Dit viel in goede aarde bij andere musici zoals bij Simon van Milligen, die het systeem uitlegde in Worp’s Algemene Muziekleer. Het werd ook opgepakt door Willem Kes, die De Sonnaville een ruimte in het Concertgebouw ter beschikking stelde. Musici waaronder Willem Mengelberg, Catharina van Rennes, en Alphons Diepenbrock promootten zijn werk.
Hij was sinds 1857 Jezuïet.
Op zijn 70e verjaardag kreeg een feestelijk onthaal in datzelfde Concertgebouw.  Hij bleef echter ook lesgeven aan het seminarie van het Collegie St. Willebrord/Gymnasium Willibrord in Katwijk; hij zou er veertig jaar lesgeven. Hij was bestuurslid van de Gregorius Vereniging. Voor zijn werkzaamheden werd hij benoemd tot officier in de Orde van Oranje-Nassau.
Hij schreef ook: Eerste kennismaking met het systeem, handleiding bij de wandkaart (visualisering van zijn systeem).